# منشية الأمراء
منشية الأمراء إحدى قرى مركز المحلة الكبرى التابع لمحافظة الغربية بجمهورية مصر العربية. فُصلت القرية عن قرية محلة حسن سنة 1228هـ/1813م باسم «كفر محلة حسن» ثم تغير الاسم في نهاية العصر الملكي إلى منشية الأمراء.

## التعليم
تصل نسبة الأمية في القرية إلى 5.61% بين من تجاوزوا العاشرة من عمرهم، بينما تصل نسبة من حصلوا على تعليم جامعي إلى 80.85% من جملة السكان.

## السكان
بلغ عدد سكان منشية الأمراء 14,719 نسمة حسب تقدير عام 2018.
| السنة  | 1882 | 1897 | 1907 | 1927 | 1960 | 1976 | 1986 | 1996   | 2006   | 2018   |
| ------ | ---- | ---- | ---- | ---- | ---- | ---- | ---- | ------ | ------ | ------ |
| القرية | 1917 | 1914 | 2162 | 2227 | 4188 | 6722 | 7542 | 10,178 | 11,904 | 14,719 |